# William Healy
William Healy, né le 29 janvier 1869 dans le Buckinghamshire, et mort le 15 mars 1963 à Clearwater en Floride, est un psychiatre américain d'origine britannique. Il est le premier directeur de l'Institute for Juvenile Research, clinique psychiatrique dépendant de la faculté de médecine de l'université d'Illinois à Chicago.

## Biographie
Il naît en Angleterre, dans le Buckinghamshire, sa famille émigre aux États-Unis quand il a 9 ans. Il quitte l'école à 14 ans, et prend un emploi dans une banque de Chicago, pour soutenir financièrement sa famille. Il occupe cet emploi jusqu'en 1893, année durant laquelle il s'inscrit à l'université Harvard où il obtient sa licence et où il fait trois années d'études de médecine. Il obtient son doctorat de médecine (MD) en 1900, à l'université de Chicago. 
Il est assistant à la Northwestern University et se spécialise en gynécologie. Il prend une année de congé en 1906-1907, et fait un complément de formation en psychiatrie et neurologie à Vienne, Berlin et Londres. Il crée la première clinique de guidance infantile aux États-Unis, en 1909. Il est l'un des fondateurs et le premier président de l'American Orthopsychiatric Association. Il est l'un des introducteurs de la pensée freudienne aux États-Unis. Il se forme avec William James et s'intéresse aux travaux de Henry H. Goddard. Il collabore avec Augusta Fox Bronner au sein de l'institut, et ils publient plusieurs livres ensemble.
Dans son ouvrage le plus connu, The Individual Delinquent (1915), il soutient l'idée que les causes de la délinquance juvénile, très en lien selon lui avec des conflits psychiques, sont multifactorielles et que ces facteurs se combinent d'une façon particulière chez chaque jeune concerné. Les deux cliniques qu'il a dirigées ont servi de modèles à d'autres institutions américaines, notamment à New York.

## Publications
- The Individual Delinquent, Boston, Little, Brown & co., 1915, 872 p. [lire en ligne], sur archive.org.
- A manual of individual mental tests and testing, avec A.F. Bronner, G.M. Lowe & M.E. Shimberg, New York: Little, Brown, and Co, 1927.
- Delinquents and criminals, their making and unmaking: Studies in two American cities, avec A.F. Bronner, New York: Macmillan, 1926.
- Reconstructing behavior in youth: A study of problem children in foster families, avec A.F. Bronner, New York: Knopf, 1929.
- Treatment and what happened afterward, avec A.F. Bronner, Oxford, England: Judge Baker Guidance Center, 1939.
- What makes a child delinquent?, avec A.F. Bronner, Chicago, IL: University of Chicago Press, 1948.
- The structure and meaning of psychoanalysis as related to personality and behavior, avec A.F. Bronner & A.M. Bowers, New York: A.A. Knopf, 1930.